# Rida Chahid
Rida Chahid (Purmerend, 3 december 2004) is een Nederlands-Marokkaans voetballer die doorgaans speelt als middenvelder. Hij staat onder contract bij Ajax.

## Clubcarrière
Chahid doorliep de jeugdopleiding van Ajax. Op 17 augustus 2022 kreeg hij zijn eerste profcontract aangeboden. Op 19 mei 2023 mocht hij zijn debuut maken in het betaald voetbal voor Jong Ajax, tegen Heracles Almelo (0-2). Hij kwam in de 84e minuut in de ploeg voor Diyae Jermoumi. Drie weken later mocht Chahid in de basis beginnen, tegen SC Cambuur (2-4). Hij scoorde meteen zijn eerste doelpunt voor de club.

## Statistieken
| Seizoen | Club      | Competitie     | Competitie | Competitie | Beker | Beker | Overig | Overig | Totaal | Totaal |
| Seizoen | Club      | Competitie     | Wed.       | Dlp.       | Wed.  | Dlp.  | Dlp.   | Dlp.   | Wed.   | Dlp.   |
| ------- | --------- | -------------- | ---------- | ---------- | ----- | ----- | ------ | ------ | ------ | ------ |
| 2022/23 | Jong Ajax | Eerste divisie | 1          | 0          |       |       |        |        | 1      | 0      |
| 2023/24 | Jong Ajax | Eerste divisie | 17         | 1          | –     | –     | –      | –      | 17     | 1      |
| 2024/25 | Jong Ajax | Eerste divisie | 11         | 0          | –     | –     | –      | –      | 11     | 0      |
| Totaal  | Totaal    | Totaal         | 29         | 0          | –     | –     | –      | –      | 18     | 0      |

Bijgewerkt op 8 maart 2025.